# Carme Barba i Corominas
Carme Barba i Corominas (Terrassa, 1946 - Barcelona, 17 de setembre de 2014) fou una mestra i pedagoga catalana.
Mestra de primària, des de ben jove la seva curiositat la va dur a iniciar un camí creatiu, actiu i de superació personal. Va estudiar Magisteri de gran; un cop es va aixecar la prohibició, va ensenyar català. «Aprendre és una conversa, una conversa entre persones, una conversa amb la realitat i una conversa amb nosaltres mateixos.» Va ser fundadora, juntament amb Sebastià Capella, de l'Associació Catalana de Webquest i redactora en cap de la revista Sonograma Magazine fins al 2012: «va deixar un missatge nítid: promoure un espai cultural que no estigués subjecte a cap servitud, ni als capricis personals, ni a les directrius de cap lobby.»

## Obres destacades[7]
- Nens de Vidre (1998), novel·la, Premi Pere Calders de Literatura Catalana 1997[8]
- Ordinadors a les aules-La clau és la metodologia (2010)[3]